# Corica
Corica es un pequeño género de espadines que se encuentran en los ríos del sur de Asia y el sudeste de Asia. Actualmente hay dos especies descritas en el género.

## Especies
- Corica laciniata Fowler, 1935 (espadín del río Bangkok)
- Corica soborna F. Hamilton, 1822 (espadín del río Ganges)